# Nicolas Thévenin

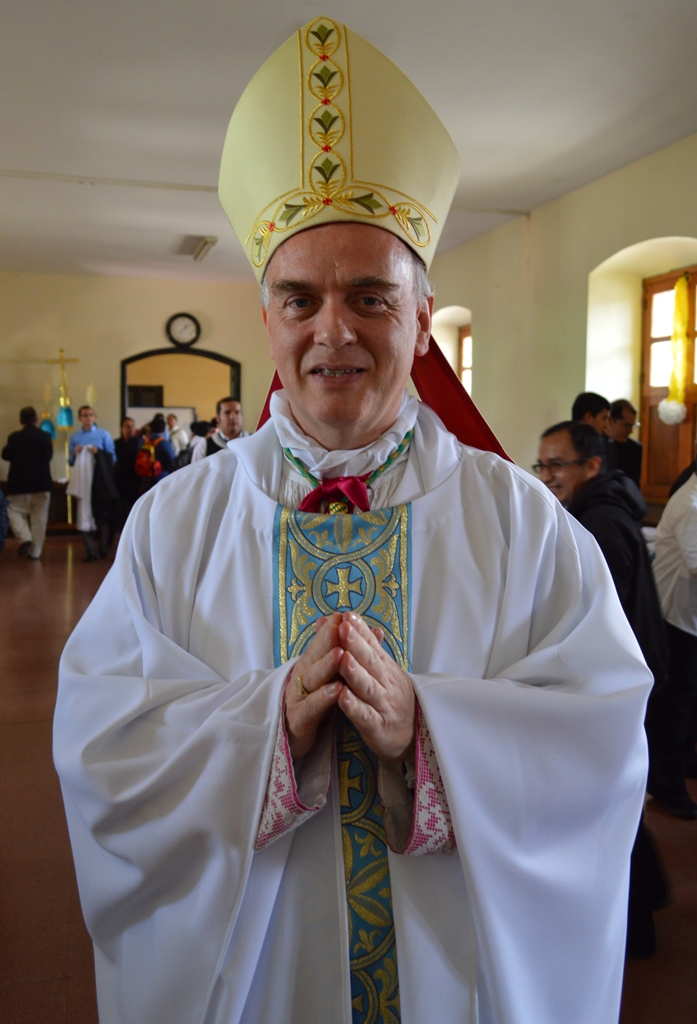
Erzbischof Nicolas Thevenin (2014)

Wappen von Erzbischof Nicolas Thevenin

Nicolas Henry Marie Denis Thévenin (* 5. Juni 1958 in Saint-Dizier, Département Haute-Marne, Frankreich) ist ein römisch-katholischer Geistlicher und Diplomat des Heiligen Stuhls. Er ist seit 2019 Apostolischer Nuntius in Ägypten und Apostolischer Delegat bei der Arabischen Liga, Apostolischer Nuntius im Oman. 

## Leben
Nicolas Thévenin ist Absolvent des Institut Commercial de Nancy (1981). In Genua trat er als Mitglied der Priestergemeinschaft Sankt Martin in das dortige Diözesanseminar ein. Er empfing am 4. Juli 1989 in Genua durch Giovanni Kardinal Canestri das Sakrament der Priesterweihe. Von 1990 bis 1992 absolvierte er die Päpstliche Diplomatenakademie und wurde zum Dr. iur. can. promoviert.
Am 1. Juni 1994 trat Thévenin in den diplomatischen Dienst des Heiligen Stuhls ein und war anschließend in den päpstlichen Vertretungen in Indien, der Demokratischen Republik Kongo, in Belgien, dem Libanon, Kuba und Bulgarien tätig. Papst Johannes Paul II. verlieh Thévenin am 8. Juli 1995 den Ehrentitel Kaplan Seiner Heiligkeit (Monsignore) und am 4. August 2004 den Titel Ehrenprälat Seiner Heiligkeit. 2005 wurde er von Kardinalstaatssekretär Tarcisio Bertone als sein persönlicher Sekretär in das Staatssekretariat des Heiligen Stuhls berufen. 2009 erfolgte die Berufung in die Präfektur des Päpstlichen Hauses mit der Leitung der Päpstlichen Empfänge der Staatschefs und Botschafter im Apostolischen Palast. Zeitgleich wurde er Mitglied des Kollegiums der apostolischen Protonotare.
Am 15. Dezember 2012 ernannte ihn Papst Benedikt XVI. zum Titularerzbischof von Aeclanum und bestellte Thévenin am 5. Januar 2013 zum Apostolischen Nuntius in Guatemala. Die Bischofsweihe spendete ihm Papst Benedikt XVI. am 6. Januar 2013 im Petersdom; Mitkonsekratoren waren Kardinalstaatssekretär Tarcisio Bertone SDB und Zenon Kardinal Grocholewski. Als Wahlspruch wählte er Veritas vis misericordiæ.
Papst Franziskus ernannte Thévenin am 4. November 2019 zum Apostolischen Nuntius in Ägypten und zum Apostolischen Delegaten bei der Arabischen Liga sowie am 22. Mai 2023 zudem zum ersten Apostolischen Nuntius in Oman.

## Ehrungen
- 2011: Ritter der Ehrenlegion[3][7]